# Girl in Red
Marie Ulven Ringheim (Horten, 16 februari 1999), beter bekend onder haar artiestennaam Girl in Red, is een Noors zangeres, songwriter en producer.

## Biografie
Ulven groeide op in Horten ten zuiden van Oslo. Haar vader werkte als politieagent en haar moeder in de detailhandel. Als tiener deed ze aan kampioenschappen vingerskateboarden mee. Ook leerde ze zichzelf gitaar spelen en schreef ze liedjes. Aanvankelijk deed ze dit in de Noorse taal en publiceerde ze deze onder haar eigen naam op op Soundcloud en later ging ze over naar Engelse songteksten. Haar eerst studio-opname had Ulven in 2015. Sinds 2017 brengt ze muziek uit onder de artiestennaam Girl in Red.
In 2018 begon Girl in Red het uitbrengen van muziek zonder label en uiteindelijk leidde dit tot de ep Chapter 1. Deze bevatte het nummer I Wanna Be Your Girlfriend, wat leidde tot de doorbraak van Girl in Red. In oktober 2018 won ze de Årets Urørt nieuwkomersprijs van het Noorse radiostation NRK P3. Jon Caramanica van de krant The New York Times plaatste Ulvens nummer I wanna be your Friend op nummer negen van de beste nummers van 2018. In het volgende jaar tourde Girl in Red door Europa en de Verenigde Staten. Ook bracht ze de ep Chapter 2 uit. Ze stopte met haar songwriting- en productiestudies nadat haar geen toestemming was verleend om haar studie te onderbreken. Girl in Red werd genomineerd in de categorie beste nieuwkomer bij de Noorse muziekprijzen P3 Gull en Spellemannprisen voor 2019, maar greep in beide gevallen naast de prijs. In september 2019 was ze onderdeel van een reclamecampagne van YouTube, waarin onder meer nieuwe artiesten werden gepromoot met posters in grote steden.
Girl in Red zou in april 2020 optreden op het festival van Coachella. Deze werd echter geannuleerd door de coronapandemie, waarna ze begon te werken aan haar debuutalbum. Door de Noorse muziekprijs P3 Gull werd ze in november 2020 uitgeroepen tot Artiest van het jaar. Daarnaast werd ze door de BBC werd ze genomineerd tot Sound of 2021, een nieuwkomersvoorspelling. Girl in Red bracht in dmaart 2021 de single Serotonin uit, geproduceerd in samenwerking met Finneas O'Connell. Deze diende als pre-single voor haar album If I Could Make It Go Quiet, die in april 2021 verscheen. Het album haalde de albumhitlijsten in Noorwegen en de Verenigde Staten. In april 2021 werd Girl in Red genomineerd in de Forbes -30 Europese entertainmentlijst. Tevens werd ze tijdens de Spellemansprisen in februari 2021 in zeven categorieën genomineerd. Daarmee was ze de meest genomineerde persoon in één jaar in de geschiedenis van de prijs. Ze won uiteindelijke in de categorieën Release of the year en Songwriter of the Year. Ook ontving ze de Årets Spellemann”-prijs, een onderscheiding voor artiesten die zich in een jaar bijzonder hebben onderscheiden in de muziekwereld.

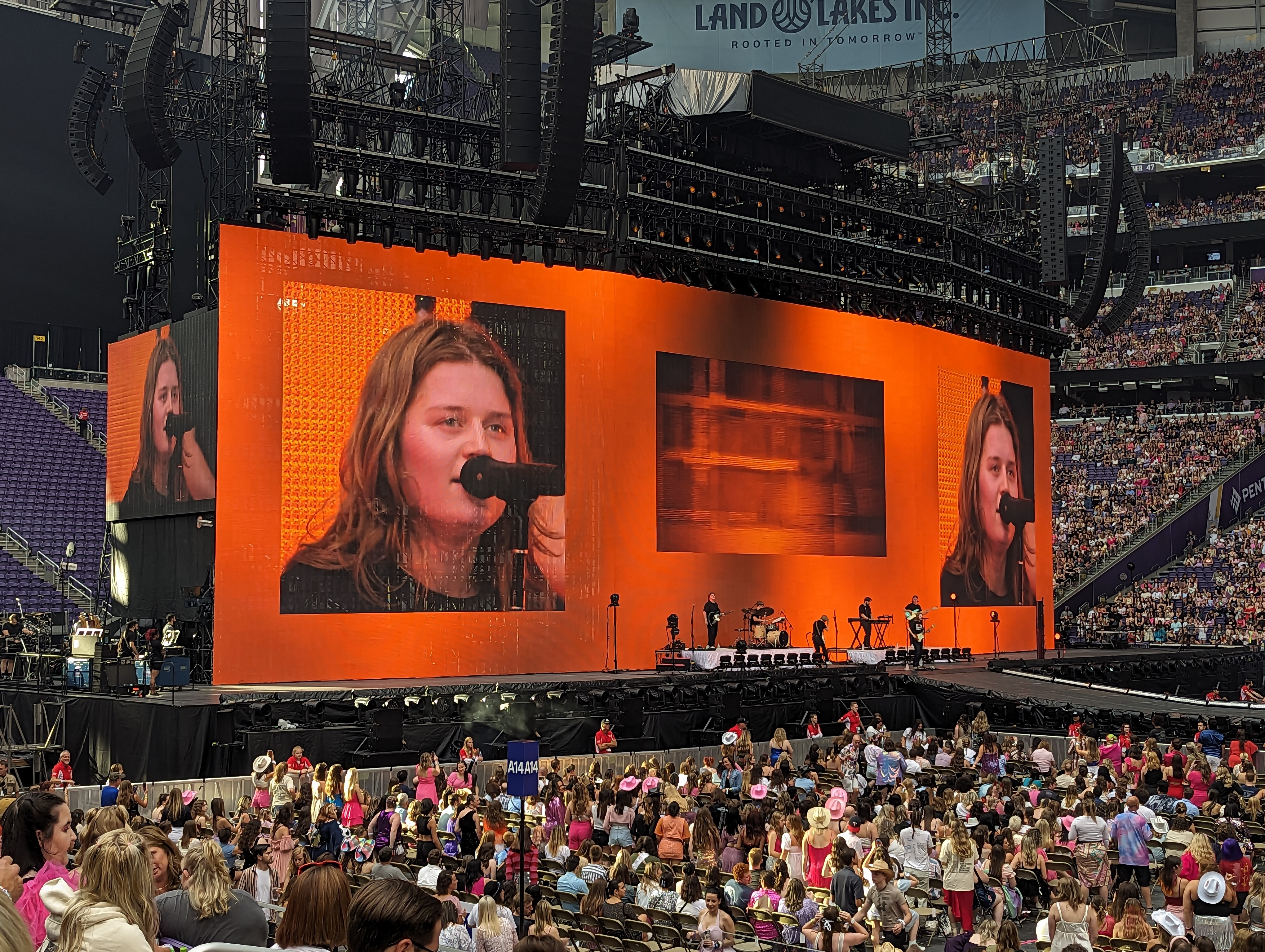
Girl in Red opent The Eras Tour van Taylor Swift in Minneapolis, Minnesota.

In juni 2023 trad Girl in Red op als openingsact bij verschillende concerten in Amerikaanse steden als voorprogramma van The Eras Tour van Taylor Swift. In april 2024 bracht ze het album I'm Doing It Again Baby! uit.

## Discografie

### Albums
- 2019: Beginnings (compilatiealbum)
- 2021: If I Could Make It Go Quiet
- 2024: I'm Doing It Again Baby!

### Ep's
- 2018: Chapter 1
- 2019: Chapter 2
- 2021: Spotify singles

### Singles
- 2017: I wanna be your girlfriend
- 2017: Will she come back
- 2017: Dramatic lil bitch
- 2018: Say Anything
- 2018: She was the girl in Red
- 2018: Summer Despression
- 2018: 4am
- 2018: Girls
- 2018: We fell in love in October
- 2019: Watch you sleep
- 2019: I need to be alone
- 2019: Dead girl in the pool
- 2019: I'll die anyway
- 2019: Bad Idea!
- 2020: Midnight Love
- 2020: Rue
- 2020: Two queens in a king sized bed
- 2021: Serotonin
- 2021: You stupid bitch
- 2021: Body and mind
- 2021: I'll call you mine
- 2022: October passed me by
- 2024: Too much
- 2024: Doing it again baby
- 2024: You need me now? (met Sabrina Carpenter)
- 2024: Girlfriend is better